# Марано (Пескара)
Марано (итал. Marano) је насеље у Италији у округу Пескара, региону Абруцо.
Према процени из 2011. у насељу је живело 44 становника. Насеље се налази на надморској висини од 300 м.